# Edmond Charlot
Pour les articles homonymes, voir Charlot (homonymie).
Edmond Charlot, né le 15 février 1915 à Alger (département d'Alger) et mort le 10 avril 2004 à Béziers (Hérault), libraire et éditeur à Alger, Paris et Pézenas, publia les premiers livres d'Albert Camus mais aussi de Jules Roy, Max-Pol Fouchet, Albert Cossery, Emmanuel Roblès. « Éditeur de la France libre » durant l'Occupation allemande, il fut, depuis la fin des années 1930 jusqu'au milieu des années 1950, l'un des personnages clés de la littérature française.

## Biographie

### Jeunesse
L'arrière-grand-père paternel d'Edmond Charlot, marin-boulanger dans la flotte française, débarque en 1830 en Algérie. Ses ancêtres maternels, d'origine maltaise, y arrivent en 1854. Après avoir mal supporté l'univers « concentrationnaire » des jésuites dans lequel il commence ses études, Edmond Charlot les poursuit en 1934, en classe de Philosophie, au lycée d'Alger. Il fait la connaissance des peintres Sauveur Galliéro et Louis Bénisti et croise déjà Albert Camus, alors en classe de khâgne, dont il fera plus ample connaissance en 1936. Leur professeur de philosophie, Jean Grenier, qui avait encouragé Camus et Mouloud Mammeri à écrire, lui conseille l'édition et promet de lui donner un texte. Soutenu par son père, qui dirige un service de librairie chez Hachette, Edmond Charlot, sous ses initiales « E. C. », publie en mai 1936 (à 500 exemplaires) Révolte dans les Asturies, pièce de théâtre collective écrite d'après un scénario de Camus, interdite par la municipalité d'Alger, puis sous le signe des « Éditions de Maurétanie » deux autres ouvrages. En hommage à Jean Giono et avec son autorisation, Edmond Charlot ouvre le 3 novembre 1936 à Alger, 2 bis rue Charras, à deux pas des facultés, une minuscule librairie « Les Vraies richesses », offrant Rondeur des jours de Giono, qu'il publie à 350 exemplaires sous la même enseigne, à ses premiers clients. Tout à la fois bibliothèque de prêt, maison d'édition et galerie d'art (des dessins et trois toiles de Bonnard y sont exposés dès l'ouverture pendant trois mois), elle devient l'un des principaux lieux de rencontre des intellectuels d'Alger, écrivains, journalistes et peintres.

### Premières éditions

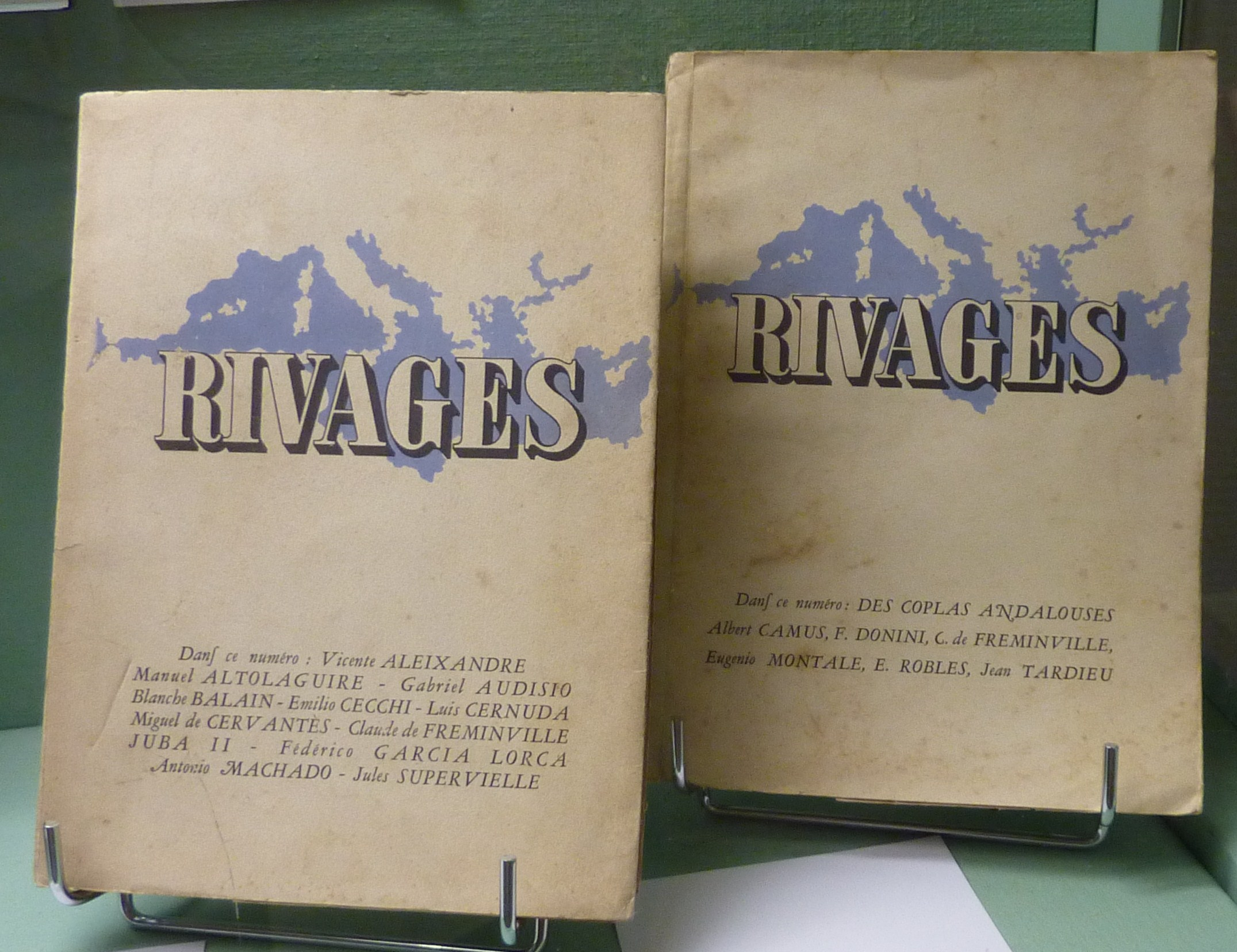
Les deux numéros de la revue Rivages, 1938 et 1939

Edmond Charlot crée simultanément en 1936 sa première collection, « Méditerranéennes », dans laquelle il publie un recueil de poèmes de René-Jean Clot, en mai 1937 L'Envers et l'Endroit d'Albert Camus, familier des « Vraies richesses », Simples sans vertu de Max-Pol Fouchet, en juin Santa-Cruz et autres paysages africains de Jean Grenier. Réalisant jusqu'alors un livre tous les deux mois, Charlot suspend ensuite, pour des raisons familiales et économiques, son activité d'éditeur mais publie en 1938 un premier livre de Claude de Fréminville, deux ouvrages de Gabriel Audisio, et en décembre 1938 et février 1939 les deux numéros de la revue Rivages qui se veut « de culture méditerranéenne », dirigée par Camus qui en a rédigé le manifeste, le troisième numéro, consacré à Federico García Lorca, avec des textes d'Audisio et Jean Cassou, étant saisi et détruit par les autorités de Vichy. En mai 1939 Edmond Charlot publie Noces de Camus puis, mobilisé en septembre à Blida, abandonne pour dix mois la gestion de sa librairie. Démobilisé en juillet 1940 il reprend ses activités auxquelles, en 1942, il associe Camus, installé au Chambon-sur-Lignon (Haute-Loire), en tant que lecteur et conseiller littéraire. L'éditeur, traducteur, essayiste et poète Armand Guibert, résidant à Tunis, lui rend visite et collabore avec lui par la suite ; le futur éditeur François Di Dio fut aussi un familier de Charlot.

### Les années de guerre
En mai 1941 Charlot accueille la collection « Fontaine », dirigée par Max-Pol Fouchet, qui publie Rainer Maria Rilke, Gertrude Stein, et dans les années suivantes Pierre Jean Jouve, Pierre Emmanuel, Georges-Emmanuel Clancier, Philippe Soupault ; en août il lance la collection « Poésie et théâtre », dirigée par Camus, avec notamment le « Romancero gitano » de Lorca, des proses de Tristan Corbière. Les ouvrages de Charlot, déjà suspecté par le régime de Vichy, sont étiquetés à Paris comme « à ne pas communiquer » par la Bibliothèque nationale. Gertrude Stein ayant, de plus, exprimé en février 1942 sur une radio française sa fierté d'être publiée par « un éditeur dynamique et résistant », Edmond Charlot, « présumé gaulliste sympathisant communiste », est une semaine plus tard, et durant une vingtaine de jours, mis au secret à la prison Barberousse puis placé près d'un mois en résidence surveillée dans le village de Charron, près d'Orléansville (Chlef) et libéré sur une intervention de Marcel Sauvage auprès du ministre de l'intérieur Pucheu.
« De février à novembre 1942, on n'avait plus rien du tout. Certains de mes livres ont été brochés avec du fil métallique parce qu'on n'avait plus de fil pour les coudre. On n'avait pas de papier. On faisait fabriquer, avec les résidus qu'on trouvait, du papier qui ressemblait au papier d'emballage des bouchers de l'époque. On fabriquait un papier de couverture qui avait toutes les teintes possibles. On tentait de faire de l'encre d'imprimerie avec du noir de fumée. (...) Ma librairie était quasiment vide, il ne restait plus de stock chez Hachette. (...) Si nous publiions quelque chose, si nous mettions deux mille livres sur le marché, ils étaient absorbés tout de suite, mais on n'avait pas de papier pour réimprimer », se souviendra Edmond Charlot.
Après le débarquement des Américains le 8 novembre 1942 et l'arrivée à Alger de nombreux écrivains, artistes et hommes politiques (notamment Vincent Auriol, Pierre Mendès France, Edgar Faure), Charlot, remobilisé dans l'aviation, dirige le service des publications au ministère de l'Information du gouvernement provisoire, participant comme « fabricant » auprès de l'amiral Pierre Barjot à la création des « Éditions France » qui, parmi une douzaine d'ouvrages, publient dans la collection qu'ils baptisent « Les Livres de la France en guerre » Jacques Rivière, Georges Duhamel, Charles Péguy, André Suarès. Désormais installé rue Michelet, Edmond Charlot devient de fait l'éditeur de la France libre dont Alger est la capitale. En avril 1944, il publiera ainsi Lettre aux Anglais de Georges Bernanos, en coédition avec la maison Atlantica Editora à Rio de Janeiro. Après Manosque des plateaux de Jean Giono en 1941, alors que l'auteur se trouve incarcéré pour pacifisme, Charlot publie en 1942 Tous ensemble au bout du monde, pièce de théâtre qui ridiculise le régime de Vichy, de Philippe Soupault, avec qui il projette la création de la collection « Les Cinq continents » dont la trentaine de volumes, de Virginia Woolf, Aldous Huxley, Jane Austen, Edgar Allan Poe, Henry James, Arthur Koestler, David Herbert Lawrence, Alberto Moravia, ne paraîtront qu'à partir de 1945 à Paris. Edmond Charlot édite également Roger Frison-Roche et, en 1943, Interviews imaginaires, un premier livre d'André Gide, L'Armée des ombres de Joseph Kessel, Ciel et terre de Jules Roy, titre d'une collection qui sera dirigée par le romancier à partir de 1946. Edmond Charlot édite à 25000 exemplaires Le Silence de la mer de Vercors dont la photographie des morasses lui est transmise depuis Londres et qui allait paraître clandestinement à Paris — des députés du groupe communiste de l'assemblée consultative provisoire demandent alors qu'il soit traduit devant la justice militaire pour avoir publié un livre fasciste. En février 1944, Edmond Charlot publie le premier numéro de la revue L'Arche, créée à l'initiative d'André Gide et dirigée par Jean Amrouche et Jacques Lassaigne, qui rassemble notamment des textes de Saint-Exupéry, Jacques Maritain, Pierre Mendès France. Puis, toujours en 1944, les Pages de Journal d'André Gide pour la période 1939-1941.
En 1944, il est également l'éditeur de la revue L'Arche, fondée par Jean Amrouche sous l'amical parrainage d'André Gide, dans laquelle il publie Le Mas Théotime d'Henri Bosco.

### L'aventure parisienne
Après la Libération, Edmond Charlot est affecté comme militaire en décembre 1944 au Ministère de l'information à Paris. Logé à la caserne, il cherche un hôtel et installe le siège de ses éditions près de Saint-Germain-des-Prés, d'abord à l'Hôtel de la Minerve, rue de la Chaise que lui conseille Camus, puis à l'automne 1945 au 18, rue de Verneuil, et enfin en 1947 dans une ancienne « maison » de la rue Grégoire-de-Tours qui avait compté Apollinaire parmi ses clients et était à vendre à la suite de la loi Marthe Richard. À raison parfois d'une douzaine de volumes par mois, il publie notamment des ouvrages de Henri Bosco (Le Mas Théotime, 1945, Prix Renaudot), Jean Amrouche (Chants berbères de Kabylie, 1946) et Marie-Louise Taos Amrouche (Jacinthe noire, 1947), Jules Roy (La Vallée heureuse, 1946, Prix Renaudot), Emmanuel Roblès (Les Hauteurs de la ville, 1948, Prix Fémina) et des poèmes en prose de Jean Lescure (La Plaie ne se ferme pas, avec une lithographie d'Estève, 1949). En 1947 Charlot, qui cède à son frère sa librairie initiale d'Alger « Les Vraies richesses », commence la publication des « 10 meilleurs romans français choisis par André Gide ». Parmi les titres publiés par ses soins figurent encore des ouvrages de Georges Bernanos (1944), Yvon Belaval (1946), Albert Cossery (Les Hommes oubliés de Dieu, 1946 ; La Maison de la mort certaine, 1947), Arthur Adamov (1950). Cependant « les affaires de Charlot ne résistèrent pas au succès. Faute d'une solide réserve de financement, faute d'assurances, malmené par ses rivaux, en butte à la férocité et à la jalousie des vieilles maisons, il sombra », écrit Jules Roy. Malgré le soutien de l'Association des éditeurs résistants, ses difficultés financières s'accumulent à partir de 1948 et Charlot, ne pouvant trouver de capitaux ni obtenir de prêts, est condamné à s'endetter pour réimprimer et contraint de quitter ses éditions parisiennes, qui continuent quelques mois (1949-1950) sous la direction d'Amrouche et de Charles Autrand.

### Le retour à Alger
Edmond Charlot retourne ainsi en 1950 à Alger où il réalise des chroniques culturelles à Radio-Alger, tient une nouvelle librairie-galerie, publie dans « Méditerranée vivante » (1949-1953) puis « Rivages » (1949-1961) une quinzaine de nouveaux titres, notamment Le Fils du pauvre de Mouloud Feraoun, comprenant alors qu'« un petit accès de jalousie » de Jean Amrouche avait empêché ses éditions de le publier plus tôt, et un album de dessins de Charles Brouty présentés par Roblès. Simultanément, « Charlot va exposer (…) le meilleur de l'œuvre picturale - ou sculpturale parfois – algéroise, et comme il l'avait naturellement fait par l'œuvre écrite dans les années 1940, dans ces années 54-62 il va reprendre le combat avec les toiles des peintres algériens », résume Jacqueline Moulin. Au long des décennies il aura organisé dans ses librairies puis pour la Galerie Comte-Tinchant des expositions, notamment, de Nicole Algan (1925-1986), Louis Bénisti, Jean-Pierre Blanche, Charles Brouty, Jacques Burel, Marius de Buzon, Henri Caillet, Henri Chouvet, J.A.R Durand, Sauveur Galliéro, Maria Moresca, Pierre Rafi, René Sintès, Marcel Bouqueton (en 1953), Maria Manton (en 1953), Louis Nallard, Jean de Maisonseul, Hacène Benaboura, Mohamed Bouzid, Rezki Zérarti.
En septembre 1961 Edmond Charlot subit, comme « libéral » opposé à tous les attentats, deux plasticages attribués à l'OAS qui détruisent la quasi-totalité de ses archives, de sa correspondance et des notes de lecture de Camus. Le directeur de Radio-France à Alger lui confie alors la réalisation de pages culturelles quotidiennes. En décembre 1962, quand la radio est remise à l'Algérie, il revient à Paris. Le jour même de son arrivée à Paris il rencontre au « Service de Recherche de l'ORTF Jean Lescure qui le conduit à Pierre Schaeffer, son directeur. Il y travaille durant trois ans. En 1965 lui est confiée par Georges Gorce la responsabilité des échanges culturels franco-algériens à l'Ambassade de France à Alger, sous les ordres de Stéphane Hessel qui dirige les services culturels. Edmond Charlot participe alors à la création des Centres culturels français en Algérie. Il anime parallèlement la galerie « Pilote » où il expose en 1966 les jeunes peintres algériens, parmi lesquels Baya, Aksouh, Mohammed Khadda dont il publie les Éléments pour un art nouveau (textes du peintre et d'Anna Gréki).

### D'Alger à Pézenas
En 1969 Edmond Charlot, dont la situation administrative ne s'est pas trouvée réglée se voit proposer une autre affectation et choisit de diriger, avec le titre de vice-consul, le Centre culturel français d'Izmir en Turquie, trouvant les moyens de faire réintroduire le français à l'Université. Il y édite encore, sous l'enseigne « Les Raisins de Smyrne », des poèmes de Jean Lescure (13 proverbes smyrniotes avec des illustrations de Georges Dayez). De 1973 à 1980 il est ensuite attaché culturel directeur du Centre culturel français de Tanger, publiant sans nom d'éditeur une anthologie de la poésie marocaine d'expression française.

Il s'établit dans le Languedoc, à Pézenas, animant avec Marie-Cécile Vène la librairie « Le Haut Quartier », fondant l'association et la collection « Méditerranée vivante » aux Éditions Domens où il publie notamment des textes de Jules Roy, Jean Sénac, Jean de Maisonseul. Devenu presque aveugle, il meurt en avril 2004.

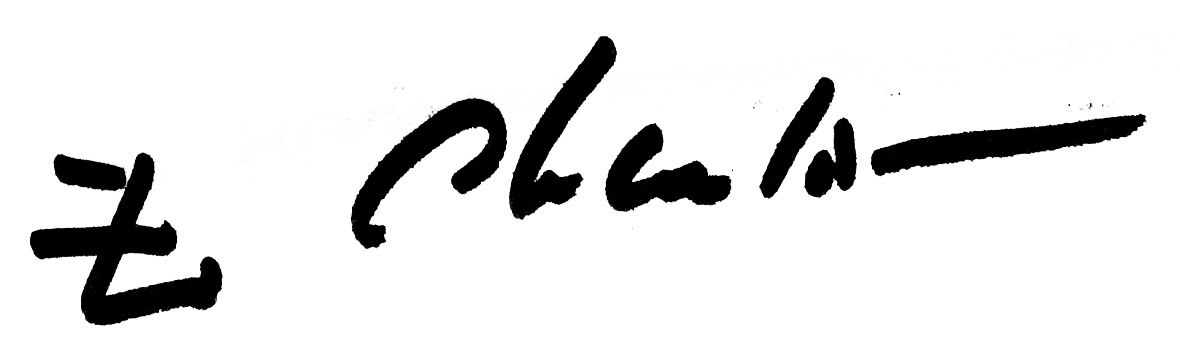
Signature d'Edmond Charlot

## Hommages
Son nom est donné l'année suivante à la médiathèque de Pézenas où est présentée une exposition d'une vingtaine de ses amis peintres. Un fonds éditorial Edmond Charlot est créé en 2010 grâce à un don important de Frédéric Jacques Temple. Les quelque trois cents ouvrages publiés par Edmond Charlot, dont un grand nombre ont été réédités par d'autres maisons, sont aujourd'hui recherchés par les bibliophiles.
Le centenaire de la naissance d'Edmond Charlot, en 2015, est inscrit au calendrier des Célébrations nationales du Ministère de la Culture.

### Souvenirs
- Souvenirs d'Edmond Charlot, entretiens avec Frédéric Jacques Temple, Préface de Michel Puche, Collection Méditerranée vivante / essais, éditions Domens, Pézenas, 2007  (ISBN 978-2-915285-77-2)

### Sur Edmond Charlot
- « Interview accordée à Eric Sellin par Edmond Charlot », dans La revue des lettres modernes, no 238-244, 1970 (p. 153–165).
- Alger au temps des « Vraies richesses », une ville, un libraire, témoignages recueillis par F. J. Temple, dans Loess, no 13, Saint-Martin-de Cormières (Aveyron), janvier 1984.
- Jean-Pierre Péroncel-Hugoz, « Edmond Charlot ou les vraies richesses de la culture pied-noir », dans Le Monde, Paris, 6 février 1987 (p. 22).
- V. Jaffeux, « Alger au temps des 'Vraies Richesses' : l'ascension d'une génération intellectuelle autour d'Edmond Charlot (1936-1944) », dans Cahiers d'histoire immédiate, no 43 (supplément, p. 19-29).
- Edmond Charlot, entretiens avec Frédéric Jacques Temple, « Les souvenirs d'Edmond Charlot, I. Les Vraies richesses » dans Impressions du Sud, Aix-en-Provence, no 15-16, été-automne 1987 (p. 4–12); II. L'éditeur de la France libre, no 17, 1er trimestre 1988 (p. 54–62); III. L'aventure parisienne, no 18, 2e trimestre 1988 (p. 56–64).
- Pierre Enckell, « Edmond Charlot, la mémoire de la France libre », dans L’Événement du jeudi, 6-12 août 1992.
- Michel Puche, Edmond Charlot, éditeur, Bibliographie commentée et illustrée, Préface de Jules Roy, Pézenas, Éditions Domens, 1995, 100 pages  (ISBN 2910457060).
- Marion Van Renterghem, « Edmond Charlot, éditeur du monde libre », dans Le Monde, Paris, 28 février 1997.
- Collection Chez Charlot, Domens, Pézenas :

Guy Basset, Camus chez Charlot, 2004  (ISBN 2-915285-20-9)
Hamid Nacer-Khodja, Sénac chez Charlot, 2007  (ISBN 9782915285-82-6)
Guy Dugas, Jules Roy chez Charlot, Domens, Pèzenas, 2007  (ISBN 9782915285-88-8)
Guy Dugas, Roblès chez Charlot, Domens, Pèzenas, 2014
Ces quatre titres, augmentés de : Pierre Masson : Gide chez Charlot, réunis sous le titre :
- Des écrivains chez Charlot, co-éd.El Kalima, Alger/Domens, Pézenas, 2016, sous la dir. de Guy Dugas  (ISBN 978-9931-441-23-6)
- Rencontres avec Edmond Charlot, recueil[36] présenté par Michel Puche, Domens, Pèzenas, 2015  (ISBN 978-2-35780-062-5)
- Naget Khadda, Charlot, l'Homme-Roi, Domens, Pézenas, 2015  (ISBN 978-2-35780-063-2)
- François Bogliolo, Jean-Charles Domens, Marie-Cécile Vène, Edmond Charlot, catalogue raisonné d'un éditeur méditerranéen, Domens, Pézenas, 2015  (ISBN 978-2-35780-065-6)
- « Edmond Charlot, passeur de culture », L'Ami de Pézenas, n° 73, Les Amis de Pézenas, Musée de Vulliod-Saint-Germain, Pézenas, juin 2015.
- Edmond Charlot, passeur de culture, actes du colloque du Centenaire, sous la dir. de Guy Dugas, Pézenas, Domens  (ISBN 978-2-35780-078-6)
- Kaouther Adimi, Nos richesses, Seuil, Paris, 2017.
- Son fils nommé François Charlot est enseignant en mathématiques à l'établissement ITII Normandie.

### Entretiens radiophoniques
- Edmond Charlot : la passion d'éditer, 5 entretiens de 20 minutes réalisés en novembre 1985 par Paule Chavasse et diffusés par France Culture en février-mars 1986.

### Film
- Edmond Charlot, éditeur algérois, documentaire réalisé par Michel Vuillermet, scénario de Danielle Toubiana, coproduction Tara Films, 2005 (52 minutes)

### Ouvrages généraux
- Max-Pol Fouchet, Un jour, je m'en souviens : mémoire parlée, Mercure de France, Paris, 1968.
- Herbert R. Lottman, Albert Camus, Éditions du Seuil, Paris, 1978.
- Lucien Adès, L'Aventure algérienne, 1940-1944, Belfond, Paris, 1979 [Le chapitre X est consacré à « L'intelligentsia à Alger »].
- Albert Camus - Jean Grenier, Correspondance (1932-1960), Gallimard, Paris, 1981.
- Paris et le phénomène des capitales littéraires, Presses de l'Université de Paris - Sorbonne, 1986 [Un chapitre rédigé par Jean Déjeux est consacré à « Alger capitale littéraire de 1940 à 1945 »].
- Jules Roy, Mémoires barbares, Albin Michel, Paris, 1989 [L'auteur y évoque « la bande à Charlot » d'Alger à Paris].
- La Méditerranée de Audisio à Roblès et Roy. Actes du colloque de Montpellier, sous la direction de Guy Dugas. Manucius, Houilles, 2008.[entièrement consacré à l'histoire d'un groupe d'artistes regroupés autour d'Edmond Charlot et à leur "idéologie" méditerranéenne, entre Algérianisme et littérature maghrébine de langue française.]
- Kaouther Adimi, Nos richesses (2017), roman sur le libraire, la librairie, les livres d'Edmond Charlot